# Harold Brest
Harold Martin Brest (... – Baia di San Francisco, 13 aprile 1943) è stato un criminale statunitense.
Insieme a James Boarman, Floyd Hamilton e Fred Hunter tentò di fuggire dalla prigione di Alcatraz il 13 aprile 1943. Brest rimase però ucciso in acqua mentre stava coprendo Boarman.